# NGC 7520
NGC 7520 (другие обозначения — IC 5290, PGC 70705, ESO 535-8, MCG -4-54-14) — спиральная галактика (Sa) в созвездии Водолей.
Этот объект входит в число перечисленных в оригинальной редакции «Нового общего каталога».